# Артур Кејли
Артур Кејли (енгл. Arthur Cayley; 16. август 1821 — 26. јануар 1895) био је британски математичар. Помогао је оснивању модерне Британске школе теоријске математике.
Као дете, Кејли је уживао у решавању сложених математичких проблема. Уписао је Тринити колеџ у Кембриџу, где је бриљирао у грчком, француском, немачком, италијанском, као и у математици. Радио је као адвокат 14 година.
Формулисао је Кејли-Хамилтонову теорему — да је свака квадратна матрица корен свог карактеристичног полинома и доказао је за матрице другог и трећег реда. Он је први формулисао концепт групе на модеран начин — као скуп бинарних операција који задовољавају одређене услове. Раније, када су математичари причали о "групама", они су мислили на групу пермутација. Кејлијева теорема је добила назив у Кејлијеву част.

## Ране године
Артур Кејли је рођен у Ричмонду, Лондон, Енглеска, 16. августа 1821. године. Његов отац, Хенри Кејли, је био далеки рођак Сер Џорџа Кејлија - инжењера аеронаутике и иноватора, и потиче из древне јоркширске породице. Населио се Санкт Петербургу као трговац. Његова мајка је била Марија Антонија Дафи (енгл. Maria Antonia Doughty), ћерка Вилијама Дафија (енгл. William Doughty). Према неким писцима она је била рускиња, али очево име указује на енглеско порекло. Артуров брат Чарлс Багот Кејли (енгл. Charles Bagot Cayley) је био лингвиста. Првих осам година свог живота, Артур је провео у Санкт Петербургу. Године 1829. су се стално настанили близу Лондона и уписали Артура у приватну школу. Са 14 година, послат је у Краљевску Колеџ школу (енгл. King's College School). Школски учитељ је приметио назнаке математичког генија и саветовао је оцу да образује сина не за свој сопствени бизнис, као што је намеравао, већ за упис на Универзитету у Кембриџу.

## Образовање
Необично рано, већ са 17 година, Кејли је почео да похађа Тринити колеџ у Кембриџу. У то доба, Грегори и Роберт Лесли Елис (енгл. Robert Leslie Ellis) су основали Кембришки Математички Журнал (енгл. Cambridge Mathematical Journal) у коме је Кејли објавио три рада до двадесете године. Инспирацију за радове је добио читајући Лагранжову Аналитичку механику (фр. Mécanique analytique) и неке радове Лапласа.